# Балкана
„Балкана“ е българска група за народна музика, активна в периода 1987 – 1992 г.
Тя е създадена от американския продуцент Джо Бойд, главно с цел провеждането на концерти в чужбина. Включва няколко групи, чиито изпълнения се редуват по време на концертите:
- Трио „Българка“ – камерен женски вокален състав, включващ Янка Рупкина, Ева Георгиева и Стоянка Бонева
- Певецът Румен Родопски с гайдаря Георги Мусорлиев
- Инструментален квинтет „Балкана“, включващ Стоян Величков (кавал), Костадин Варимезов (гайда), Михаил Маринов (гъдулка), Румен Сираков (тамбура) и Огнян Василев (тъпан)

Между 1987 и 1992 г. групата изнася над 1500 концерта в Европа, Северна Америка и Япония. През 1987 г. е издаден албумът „The Music Of Bulgaria“.